# 亞納烏爾庫山 (馬爾卡帕塔區)
13°44′28″S 70°57′35″W / 13.74111°S 70.95972°W
亞納烏爾庫山（Yana Urqu），是秘魯的山峰，位於該國東南部庫斯科大區，由基斯皮坎奇省的馬爾卡帕塔區負責管轄，屬於韋爾卡努塔山脈的一部分，海拔高度約5,000米。